# Nena Saguil
Simplicia "Nena" L. Saguil (Manilla, 19 september 1924 - Parijs, februari 1994) was een Filipijns abstracte kunstschilder.

## Biografie
Nena Saguil werd geboren op 19 september 1924 in Santa Cruz in de Filipijnse hoofdstad Manilla. Haar ouders waren Remedios Laconico en Epifanio Saguil, de persoonlijke arts van de Filipijnse president Manuel Quezon. Nena behaalde in 1947 haar bachelor-diploma schone kunsten aan de University of the Philippines. Ze ontving in 1954 een studiebeurs en verhuisde daarop naar Spanje waar ze abstracte kunst bestudeerde. Aansluitend kreeg ze een beurs om aan het Instituto Cultura de Hispania van 1955 tot 1956 onderzoek te doen naar de geschiedenis van Spaanse kunst. Daarna verhuisde ze naar Parijs waar ze studeerde aan de École des Artes Americane. De rest van haar leven zou ze in Parijs blijven wonen.
Saguil was, als een van de eerste vrouwelijke Filipijnse kunstschilders in het algemeen en met haar abstracte schilderstijl in het bijzonder, een pionier. Ze schilderde haar werk in een heel kenmerkende stijl, vol met bollen, cirkels, mandalas en manen. Ze exposeerde haar werk in Frankrijk, Duitsland, Italië, Engeland, Zwitserland, Zweden, Turkije, de Verenigde Staten, Indonesië en de Filipijnen. In 1969 schreven Ernest Fraenkel en Waldemar George over haar en haar werk het boek Nena Saguil. Voor haar werk won ze diverse prijzen en onderscheidingen in de Filipijnen en daarbuiten. In 1974 werd ze gekozen als een van de twaalf Outstanding Overseas Filipinos. In 2006 kreeg ze (postuum) de Presidential Medal of Merit van toenmalig president Gloria Macapagal-Arroyo.
Saguil overleed in 1994 op 69-jarige leeftijd in haar woonplaats Parijs.
- Gemeinsame Normdatei: 143248464
- International Standard Name Identifier: 0000 0001 0884 5022
- Library of Congress Control Number: no2003125286
- Virtual International Authority File: 31697488
- WorldCat: E39PBJjxw3Qf7FkGrktg9TcdcP